# Dasypolia ferdinandi
Dasypolia ferdinandi là một loài bướm đêm trong họ Noctuidae.